# Cécile Gimmi
Pour les articles homonymes, voir Gimmi.
Cécile Gimmi, née Abransky le 14 février 1886 à Kibarty et morte le 21 février 1954 à Chexbres en Suisse, est une sculptrice, épouse de Wilhelm Gimmi.

## Biographie
Cécile Gimmi, née le 14 février 1886 à Kibarty, est une sculptrice d'origine russe, ses sculptures représentent des animaux, surtout des chats, des portraits, des reliefs et des nus féminins. Elle a exposé en France à partir de 1928 au Salon des Indépendants, au Salon des Tuileries et au Salon d'Automne. Elle est l'épouse de Wilhelm Gimmi. Elle est morte le 21 février 1954 à Chexbres.